# Bellsund

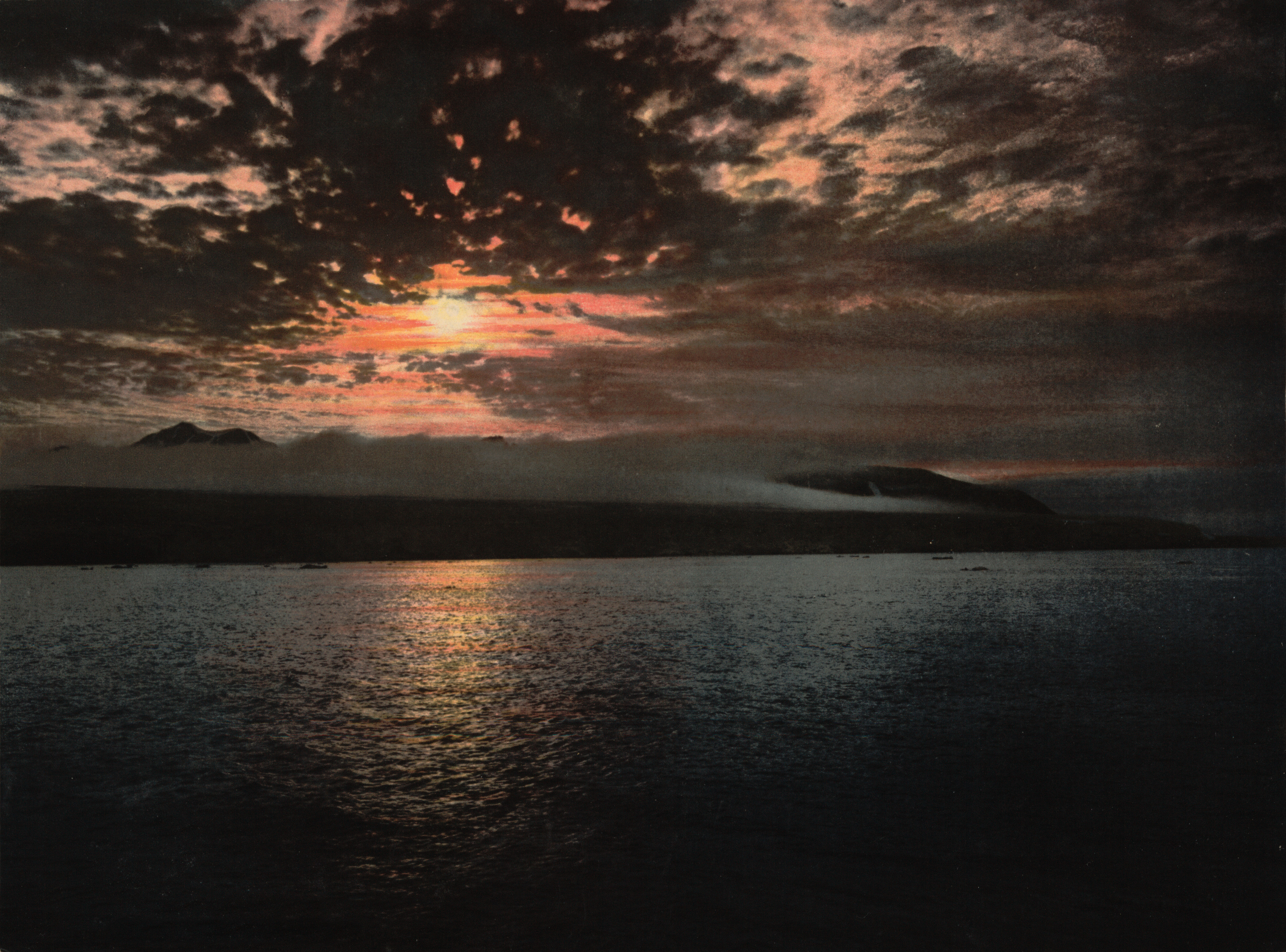
Le soleil de minuit en Belsund sur une photo à partir de la fin du XIXe siècle.

Bellsund est un fjord sur la côte ouest du Spitzberg au Svalbard. Strictement parlant, le Bellsund est, comme son nom l'indique, un détroit qui unit les fjords Van Mijenfjorden et Van Keulenfjorden.  Le fjord Van Mijenfjorden commence à l'Île Akseløya et va en direction de l'est. Au sud débute le fjord Van Keulenfjorden qui prend la direction sud-est tandis qu'à l'ouest débute le plus petit des fjords, le Recherchefjorden, qui va en direction du sud.
Bellsund constitue donc une zone de 20 × 20 km de large zone entre la mer et les trois fjords. Bellsund est situé à 30 km au sud de l'Isfjorden et débute entre Kapp Martin avec le phare de Bellsund sur la Terre de Nordenskiöld au nord, et Kapp Lyell sur la Terre de Wedel Jarlsberg au sud. 
De l'entrée du Bellsund jusqu'à la fin du  Van Mijenfjorden on compte 83 km de long.
Le nom est une adaptation en norvégien de l'anglais Bellsound, un nom qui fait référence à Klokkefjellet, une montagne en forme de cloche sur la rive sud du fjord.